# 音楽の集い (メツーの絵画)
『音楽の集い』（おんがくのつどい、蘭: Een muzikaal feest、英: A Musical Party）は、17世紀オランダ絵画黄金時代の画家ハブリエル・メツーが1659年にキャンバス上に油彩で制作した風俗画である。絵画は、画家がアムステルダムに居を構えた直後の様式を示している。1890年にヘンリー・ガードン・マーカンドから寄贈されて以来、ニューヨークのメトロポリタン美術館に所蔵されている。

## 作品
メツーが主に描いたのは、プロテスタントを公認の宗教としたオランダのコレクターの間に評価された風俗画である。貿易によって反映していたオランダでは、中産階級の市民が日常生活に着想を得た親しみやすい主題の比較的小さな絵画を邸宅に飾っていた。
本作の画面に描かれているのは表通りに面した部屋で、板張りの床、淡い色の壁、梁のある天井を特徴とする。開口部の右の壁には大きな地図が掛けられており、そのラテン語のタイトルは、かつてはもっと判読しやすかったと思われる「NOVISS[I]MA HOL[LANDA]]」 (新しいオランダ) となっている。開口部の奥の部屋にいる女性は、前景の部屋にいる人々のためにワインの壺を持って出てくるところである。

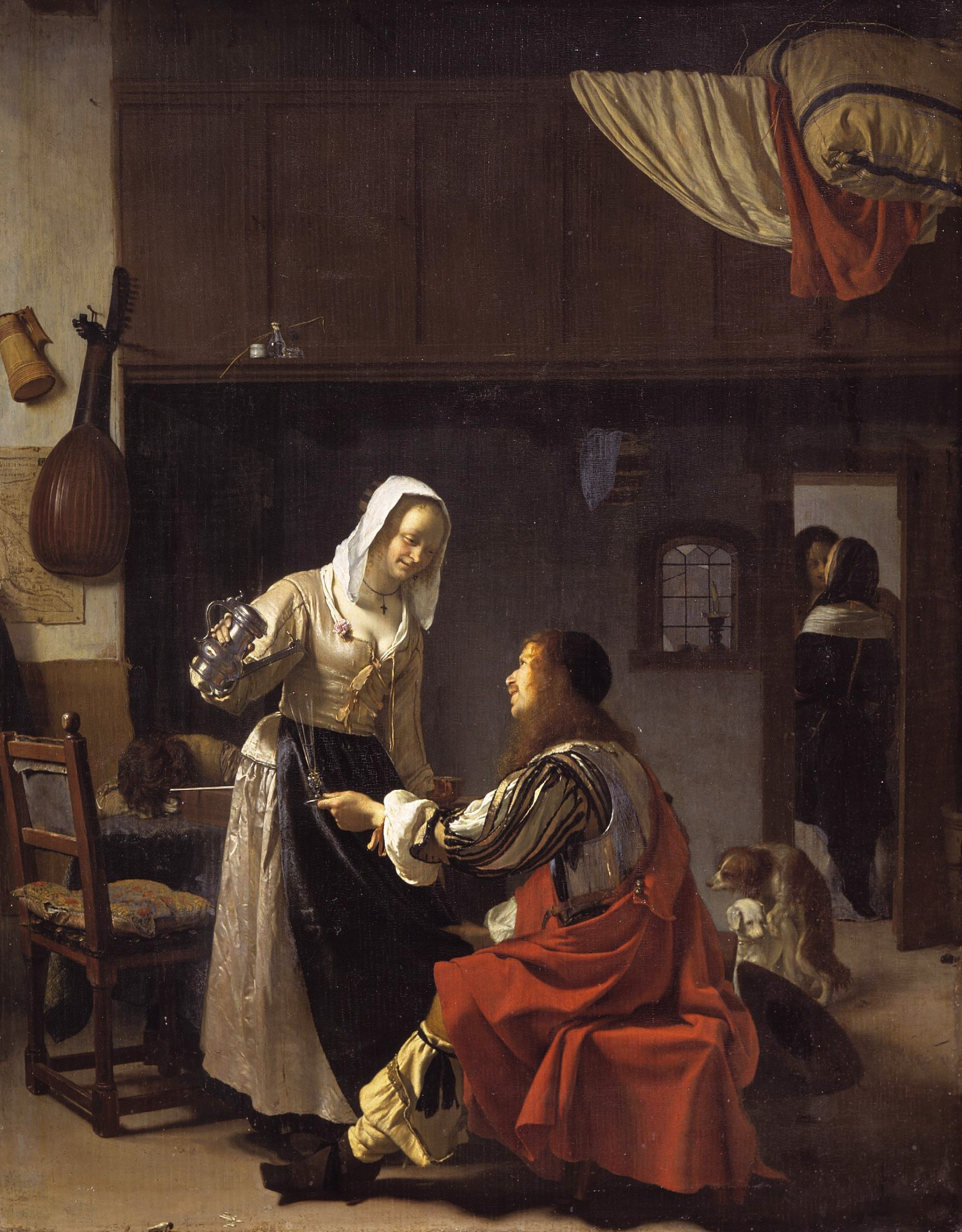
フランス・ファン・ミーリス『売春宿の場面』(1658-1659年)、マウリッツハイス美術館、デン・ハーグ

前景の部屋では男女が合奏している。合奏はオランダの富裕な人々の一般的な余暇で、求愛と強く関連していた。中央の快活で美しい金髪の貴婦人は、赤みがかったオレンジ色のスカートと、金色のモール装飾がふんだんに施され、裾がV字に尖った胴衣を身に着けている。彼女はタピストリーで覆われたテーブルにもたれて、リュートの首の部分を持っている。彼女の向かいに座った男性は、ヴィオラ・ダ・ガンバを弾いている。彼の衣服も楽器もピンク色のリボンで飾られている。なお、彼の姿は、フランス・ファン・ミーリスの『売春宿の場面』 (マウリッツハイス美術館、デン・ハーグ) に登場する男性像に由来する。貴婦人の左側にいる男性は、彼女が差し出す歌集を受け取っているが、歌集は愛の証と解釈されうる。一般に、音楽、ワイン、男性の訪問者は不適切な誘い、惑わされやすい感情を暗示するものであった。
貴婦人が足を載せている、小さな穴がたくさん開いた四角い箱は足温器で、内側には石炭が入れられていた。17世紀の鑑賞者にとって、足温器は放蕩と誘惑を象徴していたことであろう。左前景には楽譜が入ったトランクがあり、丸みを帯びた蓋が開いたままになっている。このトランクとバランスをとるように、右前景には刺繍のあるクッションの上にヴィオラ・ダ・ガンバを弾く男性の黒い弾帯と剣が置かれている。